# Demonymum
Demonymum, z řeckého δῆμος (démos, lid) a ὄνομα (onoma, jméno), česky obyvatelský název, obyvatelské jméno, je jméno motivované příslušností k místu.
Obyvatelské názvy jsou názvy propriální (proprium = vlastní jméno) a názvy apelativní (apelativum = obecné jméno):

1. obyvatelské názvy propriální jsou názvy obyvatel obcí (měst, městysů, vesnic), států a regionů:
- názvy obyvatel obcí, vesnic, městských čtvrtí a jiných sídelních celků: Pražan/Pražák, Brňan/Brňák, Olomoučan/Olomoučák, Plzeňan/Plzeňák, Ostravan/Ostravák, Hradečan/Hradečák, Newyorčan, Rychnovák, Rychnovští, Žižkovák/Žižkovan, Vinohraďák/Vinohraďan, Smíchovák/Smíchovan, Dejvičák/Dejvičan (tvar s příponou ‑an je výjimečný, tvar s příponou ‑ák má hovorový ráz)
- názvy obyvatel států: Čech; Bělorus, Dán, Chorvat, Ir, Mongol/Mongolec; Estonec, Jordánec, Lichtenštejnec, Nizozemec, Slovinec, Thajec; Alžířan, Lucemburčan, Moldavan/Moldavec, Rakušan, Tunisan; Slovák, Polák; Armén/Arménec, Brazilec, Kolumbijec; Angličan, Australan, Indonésan, Kaliforňan, Syřan; Barmánec, Kubánec, Peruánec, Portorikánec/Portoričan; Ital, Ind; Francouz; Iráčan, Texasan, Kuvajťan, Novozélanďan; Floriďan, Kambodžan; Chilan, Zimbabwan, Seychelan, Maledivan, Konžan; Surinamec, Nepálec, Izraelec; Litevec, Eritrejec, Guinejec, Nikaragujec; Paraguayec, Libyjec; Ázerbájdžánec, Tchajwanec; Bahrajňan, Michigaňan, Madagaskařan; Arizoňan, Botswaňan, Venezuelan/Venezuelec; Haiťan, Fidžijec, Malijec, Filipínec; Kazach/Kazachstánec, Tádžik, Turkmen, Uzbek
- názvy obyvatel historických států a politických celků a jiných politických a etnografických regionů: Asyřan, Babylóňan/Babyloňan, Habešan, Mezopotámec, Čechoslovák, Alsasan, Andalusan, Moravan, Normanďan, Sicilan, Slezan, Štýřan, Tibeťan; Provensálec, Bretonec; Sas, Bavor, Středočech
- názvy obyvatel světadílů: Afričan, Evropan. Název Američan se užívá téměř zpravidla spíše k označení obyvatel USA; nevztahuje se zpravidla na každého obyvatele světadílu Ameriky. Australan je názvem každého obyvatele světadílu Austrálie, protože světadíl je totožný s jediným státním útvarem. Pro obyvatele Asie je neutrálnější označení Asijec, zatím výraz Asiat vyjadřuje spíše rasovou příslušnost.
- názvy obyvatel jiných přírodně-geografických celků a regionů, např. pohoří, nížin, ostrovů, poloostrovů: Himálajec, Sahařan, Sicilan, Krušnohorec
- názvy obyvatel vesmírných těles (planet, hvězd): Marťan, Venušan, Měsíčňan/Měsíčan, s původně apelativním významem pozemšťan

2. obyvatelské názvy apelativní: vesničan, venkovan, měšťák, měšťan, maloměšťák, horal, ostrovan, seveřan, jižan, zápaďák, horňák, dolňák, příp. nebešťan, vesmířan.
Ve španělštině jsou demonyma často odvozena od původních latinských názvů obydlených míst, např. Alcalá de Henares (Complutum) – complutense (i v názvu univerzity Universidad Complutense de Madrid), Sevilla (Hispalis) – hispalense, Valladolid (Vallisoletum) – vallisoletano, Zaragoza (Caesaraugusta) – cesaraugustano či Mérida (Augusta Emerita) – emeritense.